# 유메노시마 공원

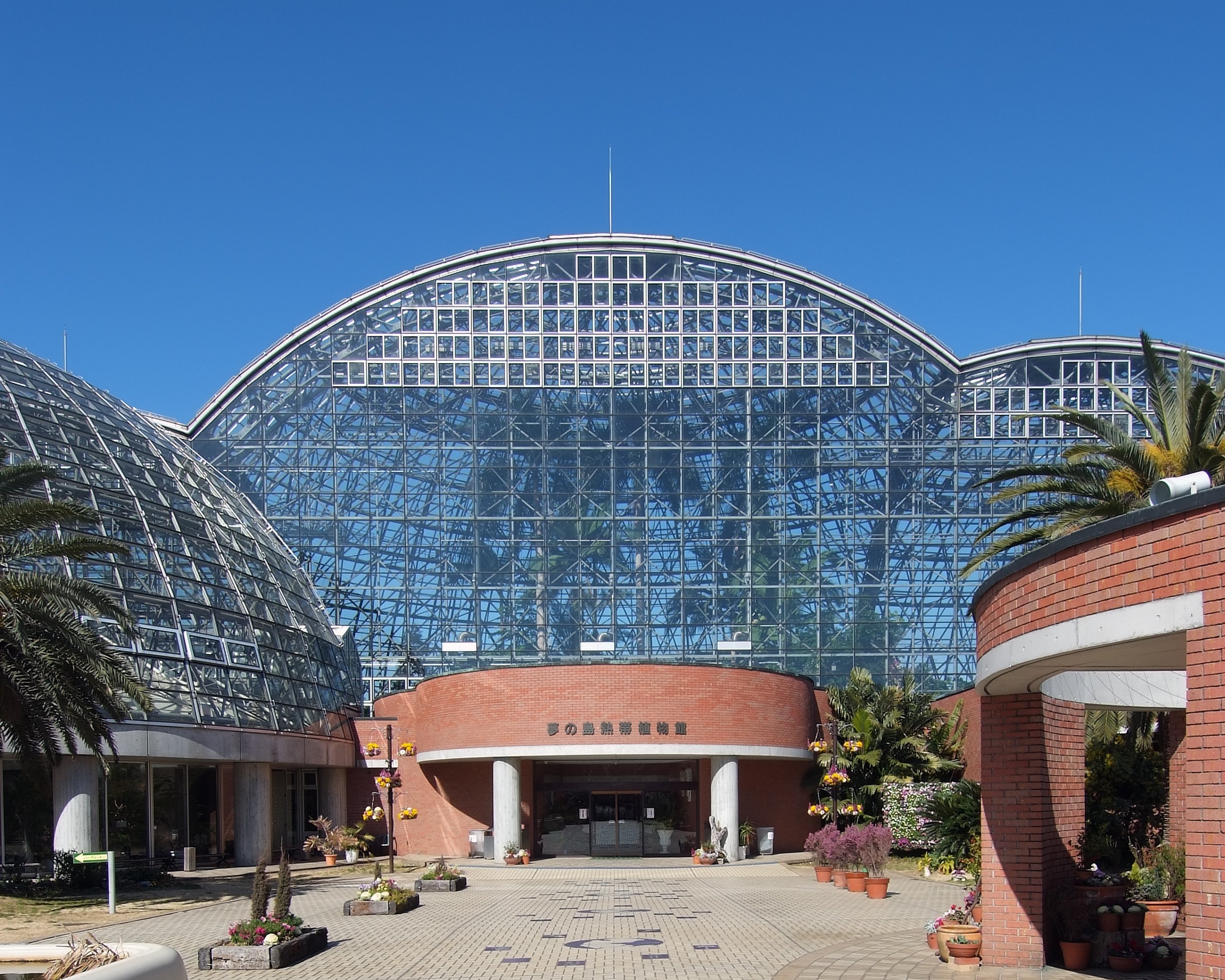

유메노시마 공원(夢の島公園)은 일본 도쿄도 고토구의 유메노시마에 있는 체육공원이다. 1957년부터 1967년까지 쓰레기의 최종 처분 장소였던 유메노시마라는 도쿄항 쓰레기 매립지을 개선함으로써 만들어졌다.

## 위치정보
| 유메노시마 공원(夢の島 公園) |

## 교통편
지하철로는 도쿄 임해 고속 철도 린카이선 신키바역이 인접해있다.

## 같이 보기
- 2020년 하계 올림픽 경기장